# Les Hauts-de-Caux
Les Hauts-de-Caux est une nouvelle commune française située dans le département de la Seine-Maritime en région Normandie.
De statut commune nouvelle, elle résulte de la fusion — au 1er janvier 2019 — des communes d'Autretot et Veauville-lès-Baons.

## Géographie

### Communes limitrophes
| Rocquefort       | Hautot-Saint-Sulpice | Étoutteville    |
|                  | Hauts-de-Caux        | Ectot-lès-Baons |
| Hautot-le-Vatois | Baons-le-Comte       |                 |

### Hydrographie
La commune est située dans le bassin Seine-Normandie. Elle n'est drainée par aucun cours d'eau.

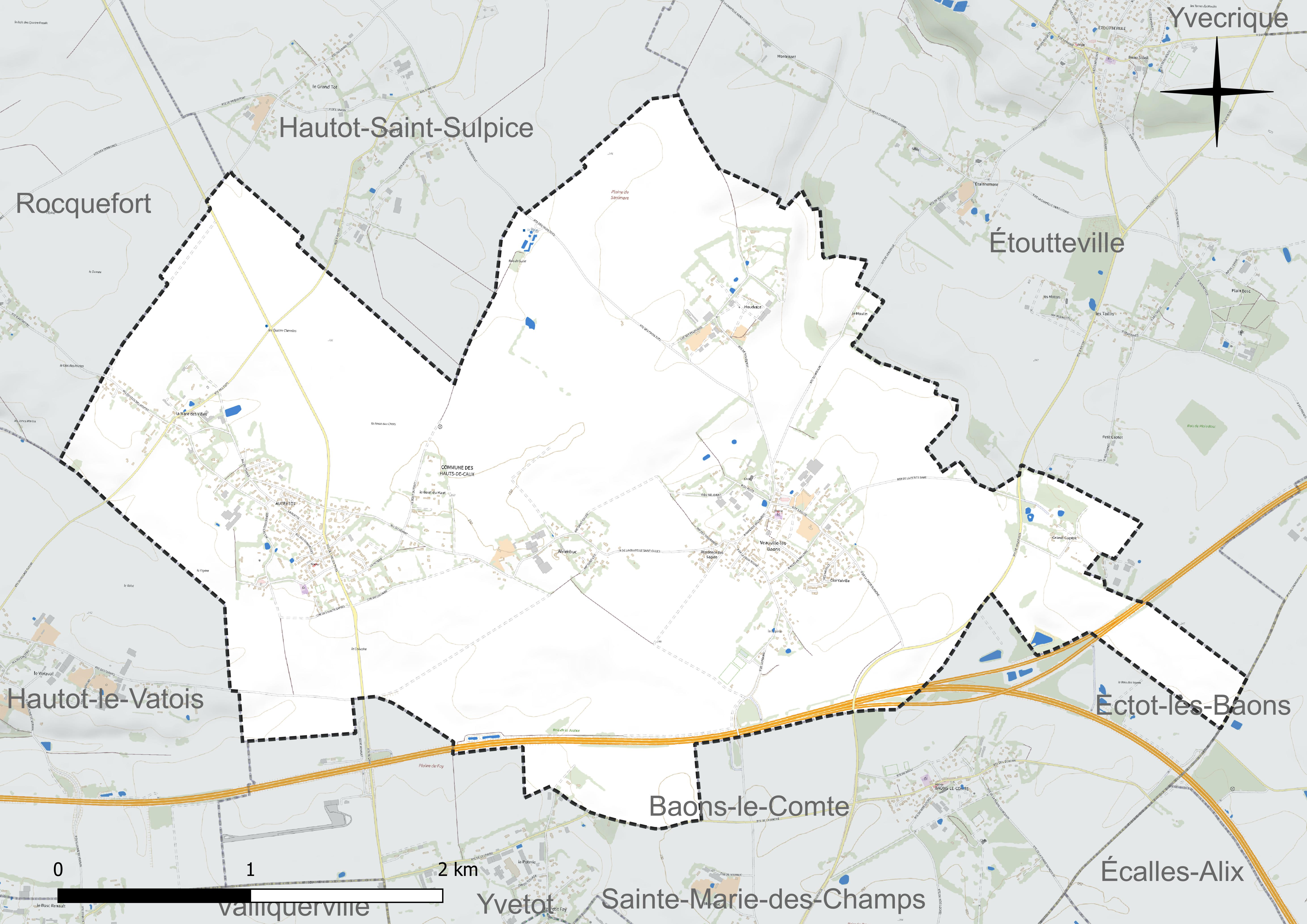
Réseau hydrographique des Hauts-de-Caux.

### Climat
Pour des articles plus généraux, voir Climat de la Normandie et Climat de la Seine-Maritime.
En 2010, le climat de la commune est de type climat océanique altéré, selon une étude du CNRS s'appuyant sur une série de données couvrant la période 1971-2000. En 2020, Météo-France publie une typologie des climats de la France métropolitaine dans laquelle la commune est exposée à un climat océanique et est dans la région climatique Côtes de la Manche orientale, caractérisée par un faible ensoleillement (1 550 h/an) ; forte humidité de l’air (plus de 20 h/jour avec humidité relative > 80 % en hiver), vents forts fréquents. Parallèlement le GIEC normand, un groupe régional d’experts sur le climat, différencie quant à lui, dans une étude de 2020, trois grands types de climats pour la région Normandie, nuancés à une échelle plus fine par les facteurs géographiques locaux. La commune est, selon ce zonage, exposée à un « climat maritime », correspondant au Pays de Caux, frais, humide et pluvieux, légèrement plus frais que dans le Cotentin.
Pour la période 1971-2000, la température annuelle moyenne est de 10,3 °C, avec une amplitude thermique annuelle de 13,6 °C. Le cumul annuel moyen de précipitations est de 933 mm, avec 13,4 jours de précipitations en janvier et 9 jours en juillet. Pour la période 1991-2020, la température moyenne annuelle observée sur la station météorologique la plus proche, située sur la commune d'Ectot-lès-Baons à 6 km à vol d'oiseau, est de 10,8 °C et le cumul annuel moyen de précipitations est de 905,5 mm,. Pour l'avenir, les paramètres climatiques de la commune estimés pour 2050 selon différents scénarios d’émission de gaz à effet de serre sont consultables sur un site dédié publié par Météo-France en novembre 2022.

## Urbanisme

### Typologie
Au 1er janvier 2024, Les Hauts-de-Caux est catégorisée commune rurale à habitat dispersé, selon la nouvelle grille communale de densité à sept niveaux définie par l'Insee en 2022.
Elle est située hors unité urbaine. Par ailleurs la commune fait partie de l'aire d'attraction d'Yvetot, dont elle est une commune de la couronne,. Cette aire, qui regroupe 15 communes, est catégorisée dans les aires de moins de 50 000 habitants,.

## Toponymie
Néo-toponyme évoquant le pays de Caux.

## Histoire
Après une réflexion menée à compter de 2016 en vue de la fusion de quatre communes, Veauville-les-Baons, Autretot, Hautot-le-Vatois et Hautot-Saint-Sulpice, seules les deux premières ont décidé de s'unir au sein d'une commune nouvelle destinée à limiter l'impact de la baisse des dotations d’État, mutualiser les moyens, maintenir l'offre de services publics et développer leurs complémentarités : « Les conseillers [municipaux] ont souhaité partager entre deux communes très complémentaires les moyens qui sont à leur disposition car, dans certains domaines, des concessions réciproques seront nécessaires et ont été jugées beaucoup plus aisées à réaliser à deux », indiquent les maires des deux communes qui fusionnent. Leurs conseils municipaux réunis le même jour, le 29 novembre 2018, ont approuvé ce projet par 10 oui, 3 non et 1 nul à Veauville-les-Baons et 11 oui et 3 blancs à Autretot,.
La commune nouvelle est ainsi créée au 1er janvier 2019 par un arrêté préfectoral du 19 décembre 2018.

## Politique et administration

### Rattachements administratifs et électoraux
La commune se trouve dans l'arrondissement de Rouen du département de la Seine-Maritime.
Pour les élections départementales, la commune fait partie du canton d'Yvetot
Pour l'élection des députés, elle fait partie de la dixième circonscription de la Seine-Maritime.

### Intercommunalité
Les Hauts-de-Caux est membre de la communauté de communes Yvetot Normandie, un établissement public de coopération intercommunale (EPCI) à fiscalité propre, comme l'étaient les anciennes communes désormais regroupées.

### Communes déléguées
| Nom                 | Code Insee | Intercommunalité         | Superficie (km2) | Population (dernière pop. légale) | Densité (hab./km2) |
| ------------------- | ---------- | ------------------------ | ---------------- | --------------------------------- | ------------------ |
| Autretot (siège)    | 76041      | CC de la région d'Yvetot | 3,8              | 675 (2016)                        | 178                |
| Veauville-lès-Baons | 76729      | CC de la région d'Yvetot | 7,96             | 723 (2016)                        | 91                 |

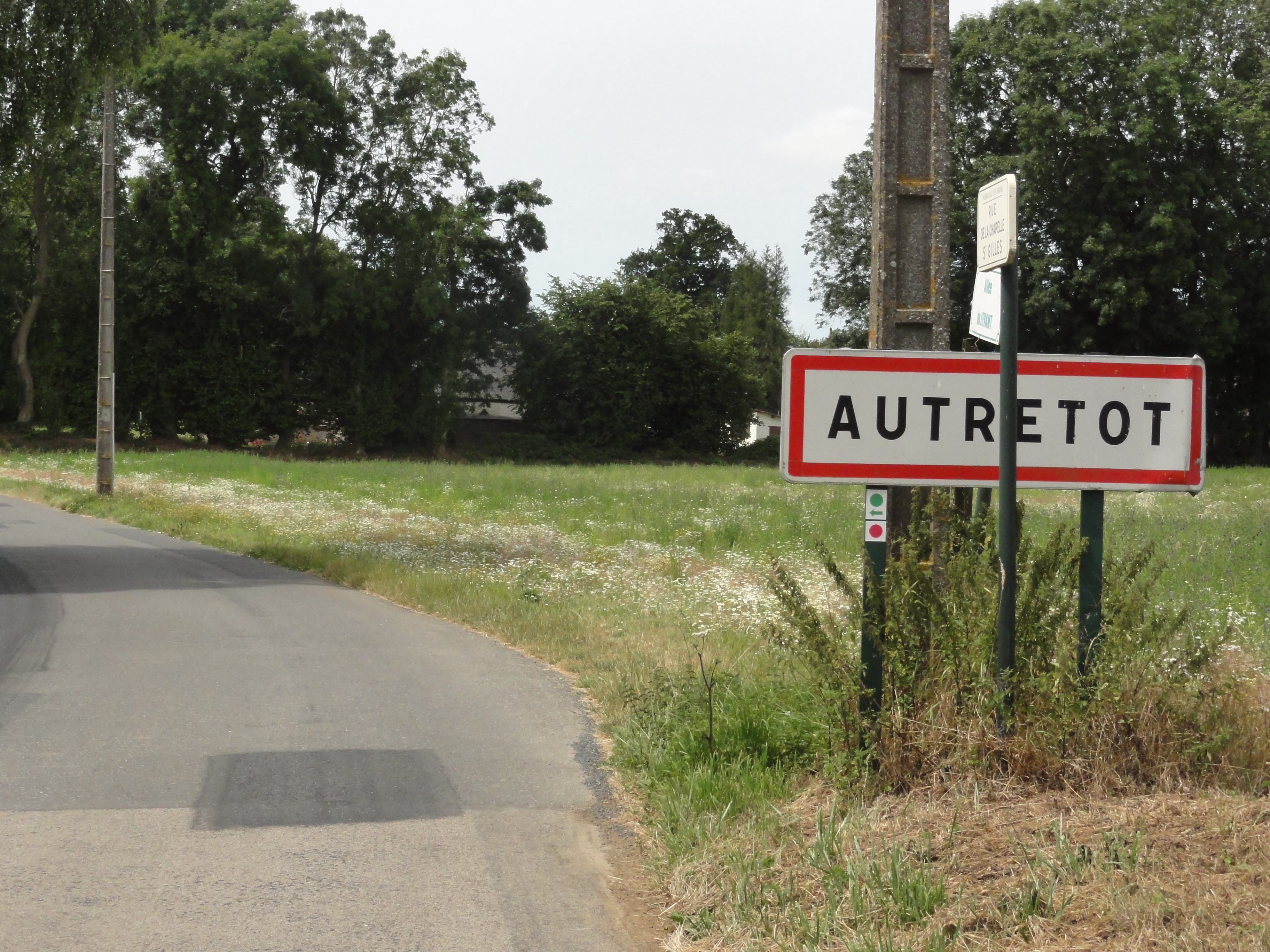
Entrée d'Autretot.
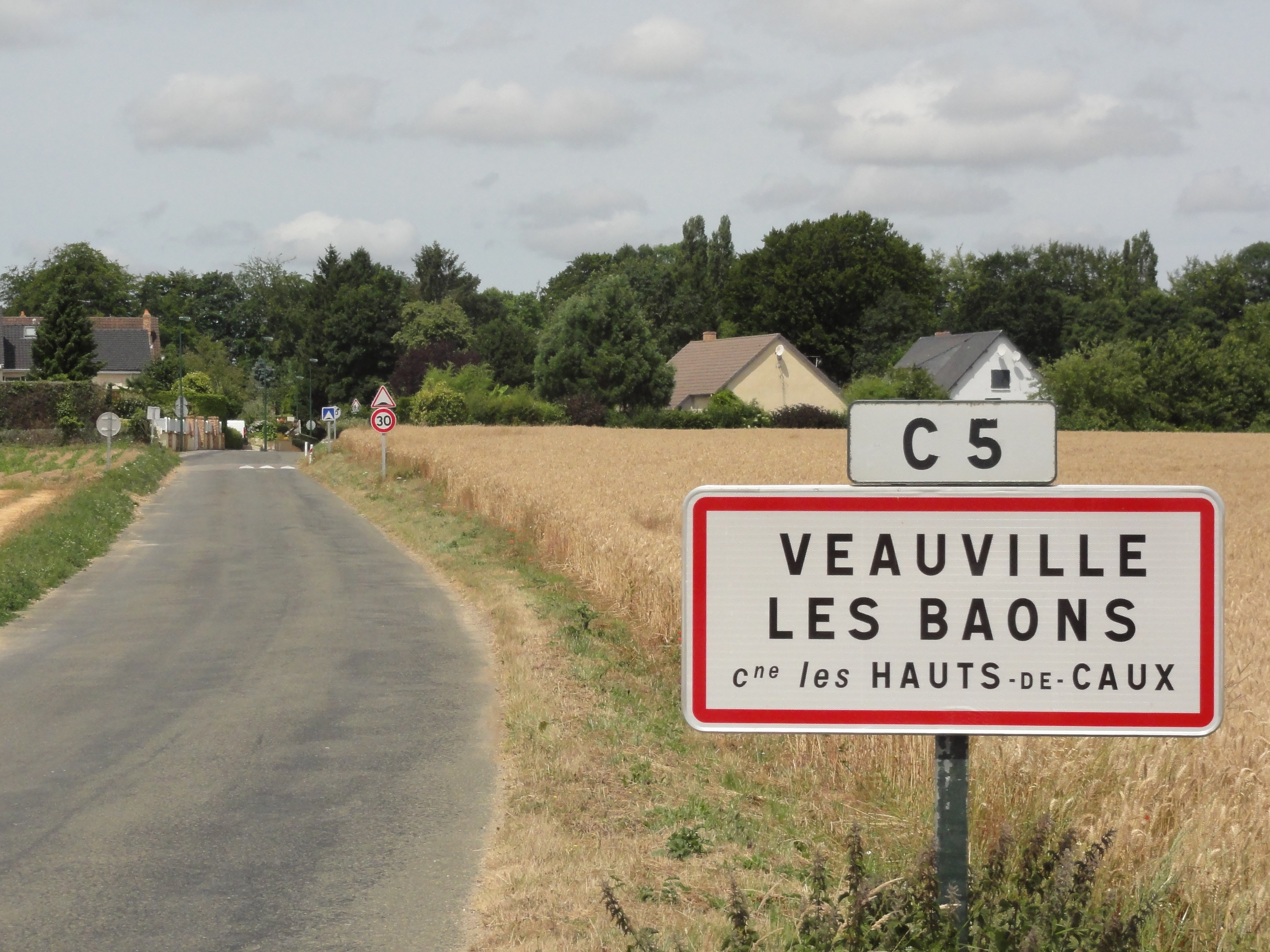
Entrée de Veauville-lès-Baons.
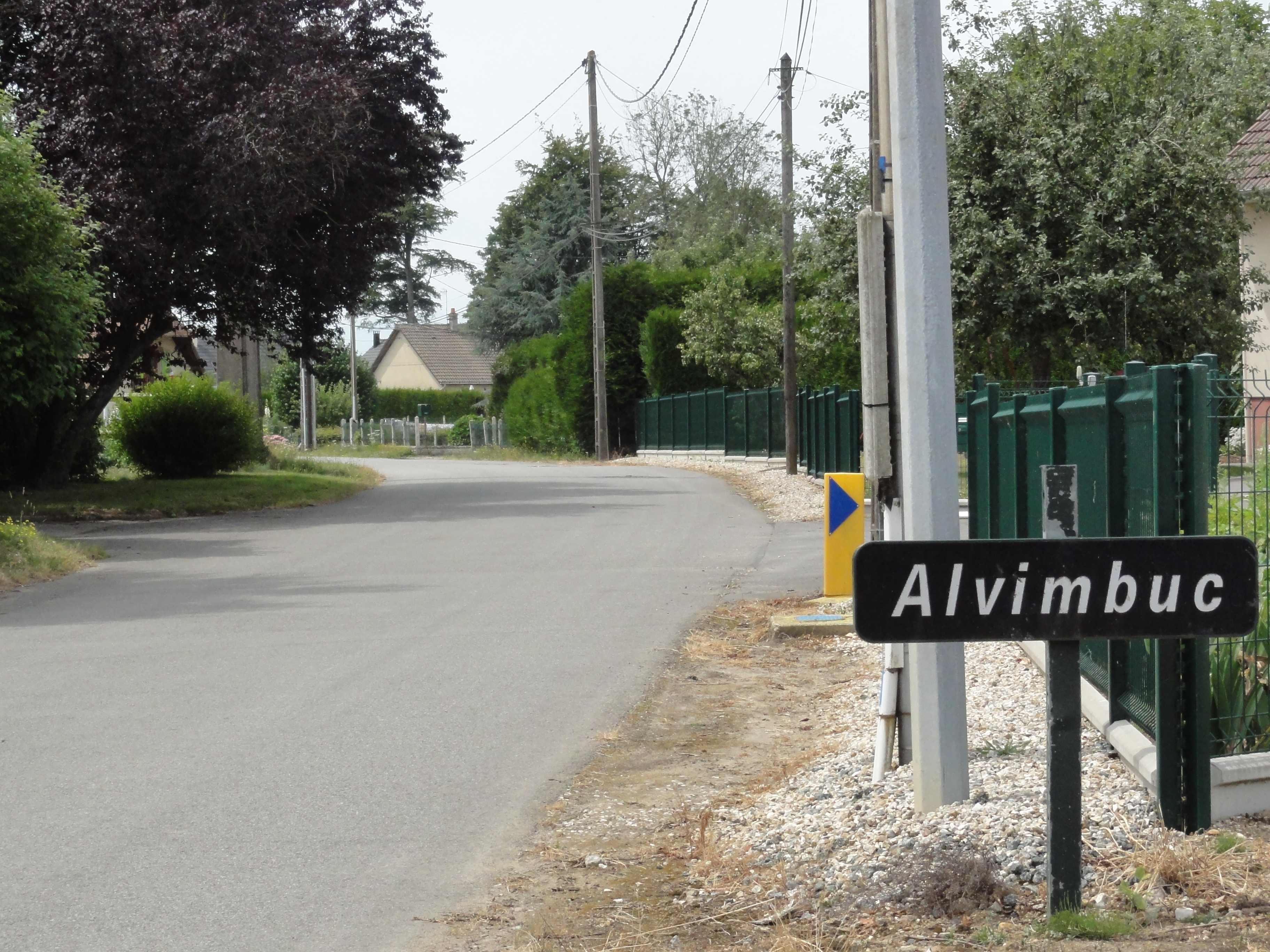
Entrée d'Alvinbuc.

### Liste des maires
| Période      | Période                    | Identité     | Étiquette | Qualité                                                                 |
| ------------ | -------------------------- | ------------ | --------- | ----------------------------------------------------------------------- |
| janvier 2019 | En cours (au 11 août 2020) | Gérard Legay |           | Retraité Maire d'Autretot (1973 → 2018) Réélu pour le mandat 2020-2026, |

## Population et société

### Démographie
| 1968 | 1975 | 1982  | 1990  | 1999  | 2006  | 2011  | 2016  |
| ---- | ---- | ----- | ----- | ----- | ----- | ----- | ----- |
| 675  | 994  | 1 177 | 1 345 | 1 338 | 1 353 | 1 444 | 1 384 |

## Culture locale et patrimoine

### Lieux et monuments
- Église Sainte-Austreberthe (Veauville-les-Baons)
- Église Notre-Dame (Autretot)
- monument aux morts (Autretot)

- La charreterie (Autretot)

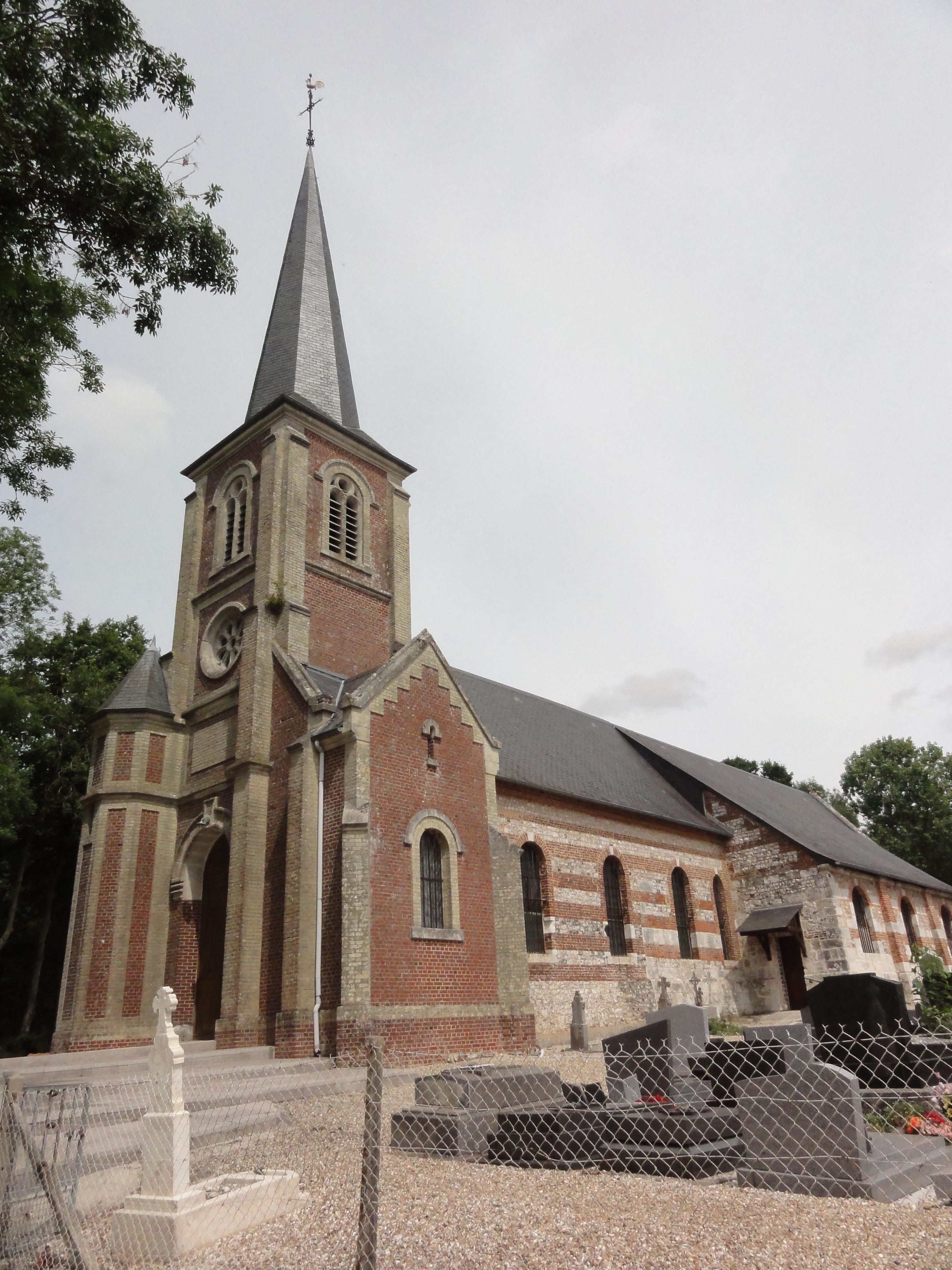
Église notre-dame
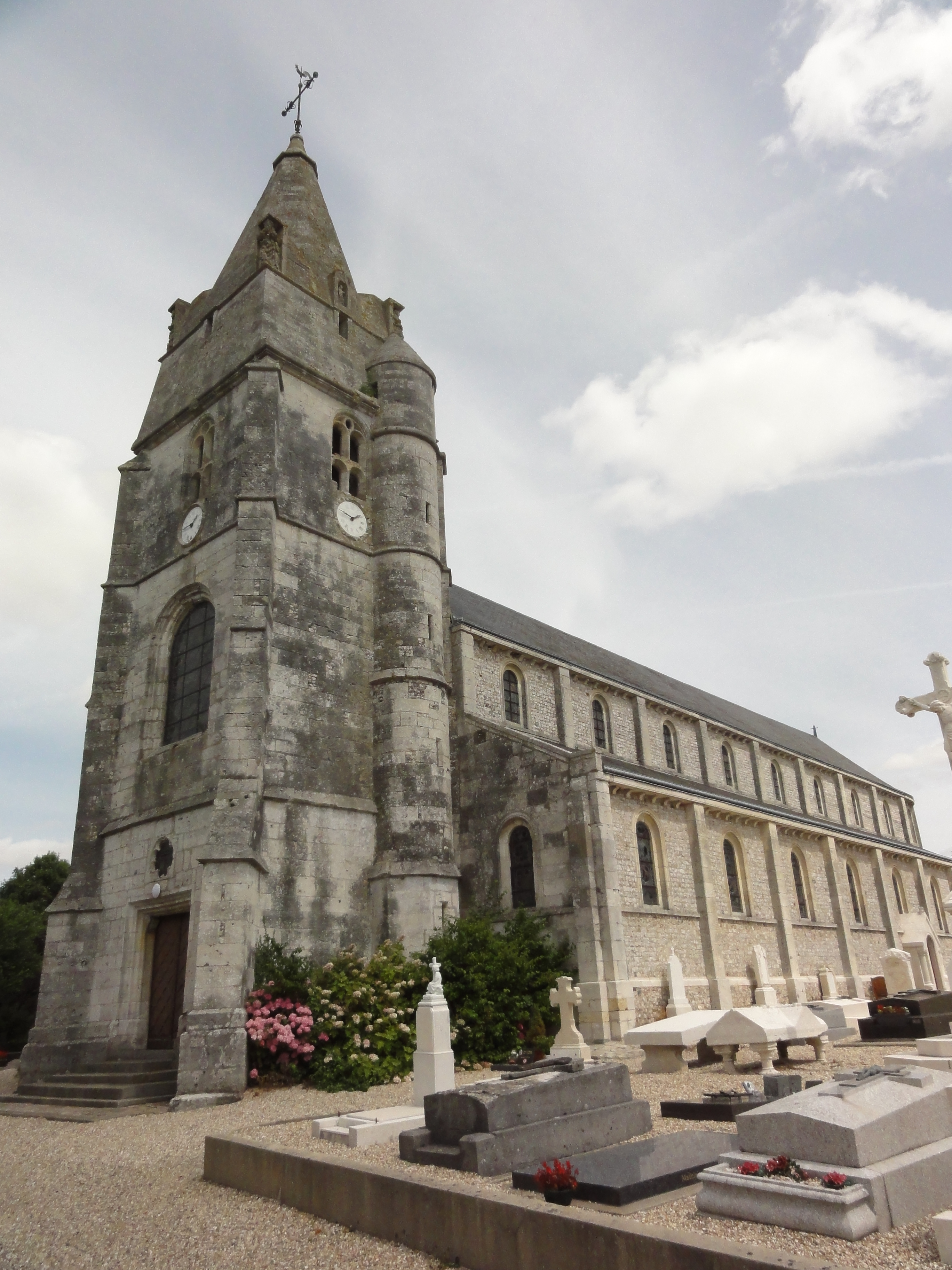
Église Sainte-Austreberthe
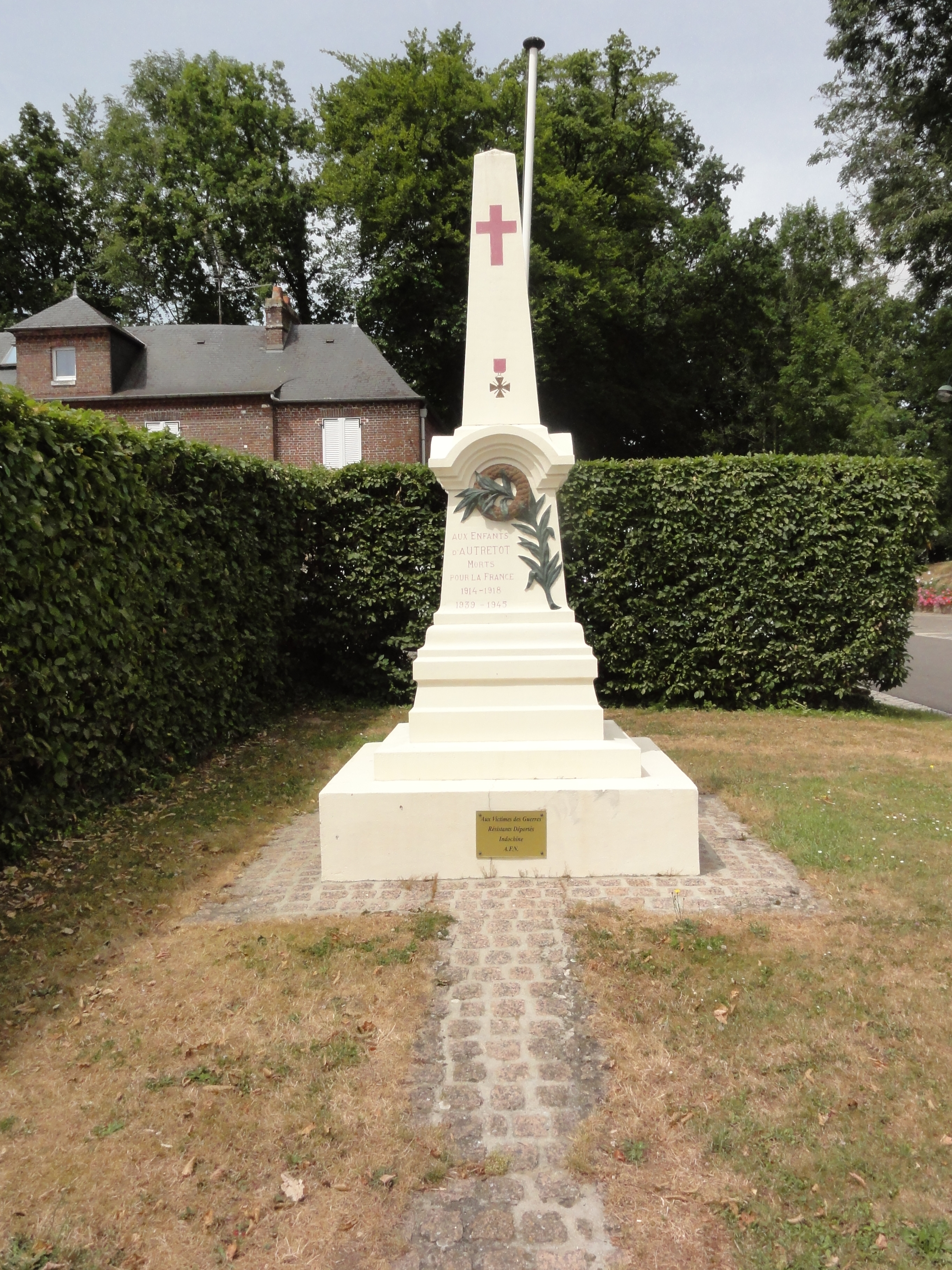
Monument aux morts